# Тарасівка (Краматорський район)
Тара́сівка — село Іллінівської сільської громади Краматорського району Донецької області, Україна.

## Загальні відомості
Відстань до центру громади становить близько 27 км і проходить автошляхом Н32. Неподалік розташований ландшафтний заказник місцевого значення "Тарасівський".

## Історія
Сучасна Тарасівка складається з колишнього власницького села Петровське №3 (Петровенька, Петровка) та хутора Деволан (згідно мапи 1888 року).
На мапі 1928 року поруч із місцем, де був хутір Деволан, позначено сад Рафальського.
Роком заснування офіційно вважається 1830, коли поміщиком Рафальським сюди було переселено декілька селянських родин, куплених у Харківській та Орловській губерніях. Про це свідчить святкування Дня села Тарасівки 9 вересня 2017 року, яке було присвячене 187-річчю заснування.
Доказів прямого зв’язку Рафальських із територією сучасного села не виявлено, проте за ними значиться помістя Водяне та село Єлизаветівка. Про це свідчить План Катеринославської губернії Бахмутського повіту від 1911 року, де село Єлизаветівка належить вдові дійсного статського радника Є. Ф. Рафальській. Їй також належало помістя на хуторі Водяний, а Петровенька того періоду значиться у власності селян.
Прізвище Рафальських також зустрічається у метричних книгах Успенської церкви села Гродівка Бахмутського повіту Катеринославської губернії. В записі про народження у маєтку Водяному 29 березня 1898 року Іоана Рафальського, батьками якого є дворянин Адольф-Михайло Юліанович Рафальський (реформатського віросповідання) та його дружина Марфа Яковлева (православна).
В історії села Петровське №3 також зустрічаються прізвища Шабельський та Е. Де Волан. Хутір Деволан нанесено на мапі 1888 року на лівому березі річки Бичок.
Петро Шабельський був власником села Петровське №3, яке, ймовірно, і назване на його честь, та хутором Петровський-Воздвиженка, який був заселений 1840 року переселенцями з Полтавської та Чернігівської губерній.
1849 року брат або племінник Шабельського побудував у селі Архангельському церкву Успіння Пресвятої Богородиці, яка стала приходом його поселень - Калинового, Воздвиженки та Петровського. Землі Калиновської пустки поручник Петро Іванович Шабельський купив 1820 року у протоієрея Григорія Калиновича за 38 000 рублів.
У довіднику від 1863 року село Петровка значиться як власницьке. Тут налічувалося 55 господарств, 320 мешканців та православна церква.
А згідно копії викупного договору 1864 року, Петровське №3 було колишнім власницьким селом Петра Шабельського, засноване приблизно у 1793 — 1795 роках. Проживали тут звичайні селяни, що займалися хліборобством та розведенням худоби. Тут налічувалося 60 господарств та 412 мешканців. Працювала миловарня.
У відомостях 1886 року село Петровське №3 Архангельскої волості вже не значиться як власницьке. Через що, можна припустити, що Шабельський 1864 року продав село селянам, які тут проживали.
У цих самих відомостях 1886 року село Петровське значиться в графі "Викуплений наділ", що свідчить про те, що воно не мало власника і належало селянам. В селі тоді проживало 438 осіб (222 чоловіка та 216 жінок) у 69 господарствах. Грамотними вважалися 7 чоловіків. Було 174 вола, 51 кінь, 213 голів крупної худоби, 713 голів дрібної. Зазначено 3 промислових підприємства та 1 шинок.
Також 3090 десятин землі зазначено за баронесою М. А. Фіркс.
Сучасну назву село отримало після Української революції на честь Тараса Григоровича Шевченка.

### Радянський період
З початком радянської окупації 1919 року утворюють Тарасівську сільську раду. У довіднику 1926 року їй підпорядковуються: Тарасівка (Петровка № 3), хутір Водяний №1, хутір Водяний №2, хутір Заяча Балка, Кварцевий Кар'єр, хутір Ново-Борисівка (Мурівці), хутір Ново-Полтавка, хутір Первомайський (Фесенко-Полтавка), хутір Полтавка (Ренерів), сад Рафальського.
10 травня 1934 року, щоб удосконалити адміністративно-територіальну побудову району і наблизити сільради та колгоспи до районних центрів, Ново-Маргаритівську, Русин-Ярську, Тарасівську та Артемівську сільради Гришинського району перепідпорядковують до складу приміської смуги Костянтинівської міської ради.
1936 року до Тарасівської сільської ради вже відносилися: село Тарасівка, хутір Березівка, хутір Водяний №1, хутір Водяний №2, Кварцеві Кар'єри, хутір Ново-Борисівка, хутір Ново-Полтавка, хутір Осиново-Полтавка, хутір Старо-Полтавка та приміське господарство "Керамік".
8 січня 1960 року села Нова Полтавка, Стара Полтавка та Борисівка Тарасівської сільської ради передають у підпорядкування Полтавській сільській раді. Тарасівську та Олександро-Калинівську сільради об’єдують в одну Олександро-Калинівську.
22 жовтня 1980 року знову була утворена Тарасівська сільрада з центром в селі Тарасівка. Їй у підпорядкування перейшли також Новооленівка, Водяне Друге, Березівка, Олександропіль та Зелене Поле.
При сільському клубі був організований вокально-інструментальний ансамбль "Світанок", що гастролював довколишніми селами. При сільському будинку культури існувала бібліотека.

### Незалежна Україна
1996 року в селі відкрили нову двопоповерхову школу з великою спортивною залою, актовою залою та їдальнею. Було збудовано 16-квартирний будинок для вчителів, молодих спеціалістів, які виявили бажання жити у селі та працювати у сільській школі.
1997 року школа поповнюється школярами з сіл Нова Полтавка та Новооленівка. Учнів привозили шкільним автобусом.
1999 року був відкритий дитячий садок "Сонечко".
ВІд 1999 року розпочинається газифікація сіл, реконструкція водопроводу у селі Олександропіль, а також будівництво нового водопроводу в селі Новооленівка.
2 травня 2025 року село було окуповано ЗС РФ.

## Інфраструктура
- Церква святителя Тарасія Константинопольського;[15]
- Тарасівський навчально-виховний комплекс І-ІІІ ступенів;[16]

## Населення
Станом на:
- 1863 рік — 320 осіб.
- 1886 рік — 438 осіб.

За даними перепису 2001 року населення села становило 425 осіб, із них 82,35 % зазначили рідною мову українську, 14,35 % — російську та 3,29 % — вірменську.

## Вулиці
- вулиця Героїв України (колишня Московська);
- вулиця Вишнева (колишня Паши Ангеліной);[18]
- вулиця Шахтарська.[19]